# Jaroszów (województwo śląskie)
Jaroszów – wieś w Polsce położona w województwie śląskim, w powiecie myszkowskim, w gminie Żarki.

## Historia
Miejscowość ma metrykę średniowieczną i istnieje co najmniej od XV wieku. Wymieniona po raz pierwszy w 1428 Jaroszow, 1430 Jarossowa, 1433 Jarossin, 1446 Jaroschowa, 1450 Jaroschowca, 1454 Jaroschowycze, 1465 Yaroschow .
Miejscowość była wsią szlachecką i w latach 1428–1443 należała do Mikołaja Kornicza Siestrzeńca z Jaroszowa herbu Kornicz, burgrabiego tenuty oraz zamku w Będzinie, który był także właścicielem Przewodziszowic, Zawady w parafii Leśniów, oraz tenuty Leśniowa i Mrozowa. Miejscowość wymieniona została w licznych, średniowiecznych dokumentach sądowych oraz podatkowych. W 1441 wraz z Zawadą, Przewodziszowicami, Mrozowem oraz Leśniowem Mikołaj za sumę 220 grzywien zastawił wieś swemu zięciowi Andrzejowi Krezie z Zawady. W 1444 zobowiązania wobec Krezy regulują synowie Mikołaja – Jan Siestrzeniec oraz Stanisław Siestrzeniec herbu Kornicz .
Po rozbiorach Polski miejscowość znalazła się w zaborze rosyjskim i leżała w Królestwie Polskim. W XIX-wiecznym Słowniku geograficznym Królestwa Polskiego wymieniona jest jako wieś i folwark należący do dóbr Żarki w powiecie będzińskim w gminie i parafii Żarki. W 1827 w miejscowości znajdowało się 16 domów zamieszkanych przez 85 mieszkańców. W 1882 liczba domów zwiększyła się do 28, a liczba mieszkańców wzrosła do 197. Wieś liczyła w sumie 369 mórg powierzchni należącej do włościan. Folwark natomiast liczył 986 mórg, w tym 361 gruntów ornych.
W latach 1975–1998 miejscowość administracyjnie należała do województwa częstochowskiego.
W latach 1998–2003 został wybudowany w Jaroszowie kościół filialny pw. bł. Ludwika Rocha Gietyngiera, należący do parafii w Żarkach.
Przed I wojną światową w Jaroszowie działał Kamieniołom w Jaroszowie.